# Африканска богомолка
Африканската богомолка (Pseudocreobotra ocellata) е вид насекомо от семейство Hymenopodidae.

## Разпространение и местообитание
Видът е разпространен в Африка (Ангола, Буркина Фасо, Гана, Гвинея, Камерун, Кения, Конго, Мозамбик, Нигерия, Сенегал, Сиера Леоне, Танзания, Того и Уганда).
Срещат се предимно във влажни райони, където могат да бъдат открити по различни храсти и цветя.

## Описание
Възрастната африканска богомолка е оцветена в кремаво и зелено, което и осигурява ефективен камуфлаж сред цветята и листата. Мъжката богомолка може да достигне дължина до 25 мм, а женската – 32 мм. Крилата на мъжката са по-дълги и по-широки от корема, докато крилата на женската са по-тесни и могат само за кратко да поддържат полет.
Както при бодливата богомолка, крилата на африканската богомолка са маркирани с голяма ярко оцветена точка, която се използва за стряскане на хищниците – когато крилете се разтворят, точките имитират наличието на „две големи очи“.

## Хранене
Тази богомолка причаква жертвите си по различни цветя. Тяхната плячка включва мухи, щурци и хлебарки.
Ако липсва храна са склонни към канибализъм.